# Kanton Coutances
Der Kanton Coutances  ist seit 1790 ein französischer Wahlkreis im Arrondissement Coutances, im Département Manche und in der Region Normandie; sein Hauptort ist Coutances.

## Gemeinden
Der Kanton besteht aus 16 Gemeinden mit insgesamt 17.066 Einwohnern (Stand: 1. Januar 2022) auf einer Gesamtfläche von 139,59 km²:
| Gemeinde                  | Einwohner 1. Januar 2022 | Fläche km² | Dichte Einw./km² | Code INSEE | Postleitzahl |
| ------------------------- | ------------------------ | ---------- | ---------------- | ---------- | ------------ |
| Brainville                | 213                      | 3,19       | 67               | 50072      | 50200        |
| Bricqueville-la-Blouette  | 533                      | 6,25       | 85               | 50084      | 50200        |
| Cambernon                 | 693                      | 17,01      | 41               | 50092      | 50200        |
| Camprond                  | 386                      | 6,27       | 62               | 50094      | 50210        |
| Courcy                    | 623                      | 11,45      | 54               | 50145      | 50200        |
| Coutances                 | 8.372                    | 12,51      | 669              | 50147      | 50200        |
| Gratot                    | 674                      | 10,73      | 63               | 50219      | 50200        |
| Heugueville-sur-Sienne    | 462                      | 5,88       | 79               | 50243      | 50200        |
| La Vendelée               | 468                      | 5,04       | 93               | 50624      | 50200        |
| Monthuchon                | 702                      | 7,66       | 92               | 50345      | 50200        |
| Nicorps                   | 361                      | 5,63       | 64               | 50376      | 50200        |
| Orval sur Sienne          | 1.222                    | 19,04      | 64               | 50388      | 50660        |
| Regnéville-sur-Mer        | 731                      | 8,50       | 86               | 50429      | 50590        |
| Saint-Pierre-de-Coutances | 396                      | 4,04       | 98               | 50537      | 50200        |
| Saussey                   | 458                      | 8,89       | 52               | 50568      | 50200        |
| Tourville-sur-Sienne      | 772                      | 7,50       | 103              | 50603      | 50200        |
| Kanton Coutances          | 17.066                   | 139,59     | 122              | 5010       | –            |

Bis zur Neuordnung bestand der Kanton Coutances aus den 7 Gemeinden Bricqueville-la-Blouette, Cambernon, Courcy, Coutances, Nicorps, Saint-Pierre-de-Coutances und Saussey. Sein Zuschnitt entsprach einer Fläche von 66 km2.

## Veränderungen im Gemeindebestand seit der landesweiten Neuordnung der Kantone
2019:
- Fusion Anneville-sur-Mer (Kanton Agon-Coutainville), Gouville-sur-Mer (Kanton Agon-Coutainville), Montsurvent (Kanton Agon-Coutainville) und Servigny → Gouville-sur-Mer
- Fusion Ancteville, La Ronde-Haye (Kanton Agon-Coutainville), Le Mesnilbus (Kanton Agon-Coutainville), Saint-Aubin-du-Perron (Kanton Agon-Coutainville), Saint-Michel-de-la-Pierre (Kanton Agon-Coutainville), Saint-Sauveur-Lendelin (Kanton Agon-Coutainville) und Vaudrimesnil (Kanton Agon-Coutainville) → Saint-Sauveur-Villages

2016: 
- Fusion Montchaton und Orval → Orval sur Sienne

## Bevölkerungsentwicklung
| 1962   | 1968   | 1975   | 1982   | 1990   | 1999   | 2016   |
| ------ | ------ | ------ | ------ | ------ | ------ | ------ |
| 11.132 | 11.387 | 12.270 | 12.555 | 12.603 | 12.429 | 17.892 |